# Pinocembrine
La pinocembrine est un composé organique de la famille des flavanones, un sous-groupe de flavonoïdes. C'est un antioxydant présent dans la damiana, le miel, le curcuma rond et la propolis.
La pinocembrine peut être convertie biosynthétiquement en pinobanksine par hydroxylation du carbone adjacent à la fonction cétone.
Certaines études ont montré que la pinocembrine est un médicament potentiel, entre autres dans le traitement des ischémies cérébrales, des hémorragies intracérébrales, de maladies neurodégénératives, cardiovasculaires et de l'athérosclérose,.